# Buick Velite 6
La Buick Velite 6 è un'autovettura realizzata dalla casa automobilistica statunitense Buick dal 2019.

## Descrizione
Costruita da una joint venture dalla cinese-americana SAIC-GM con il marchio Buick per essere venduta esclusivamente in Cina, è disponibile sia con motorizzazione completamente elettrica sia come ibrido plug-in (PHEV). 
La Velite 6 è stata anticipata dalla concept car Velite nel 2016. La versione di produzione della Buick Velite 6 ha debuttato al Salone dell'Auto di Shanghai 2019. Al debutto, era disponibile solo con motorizzazione elettrica e con due opzioni di batteria. Nel luglio 2020 è stata lanciata la versione ibrida plug-in. 
La Buick Velite 6 PHEV combina un motore a combustione interna da 1,5 litri con un motore elettrico da 80 kW, abbinati entrambi a una trasmissione a variazione continua a controllo elettronico (e-CVT). Insieme producono 135 kW/184 CV di potenza e 380 Nm di coppia. Con una capacità della batteria di 9,5 kWh, la PHEV ha un'autonomia dichiarata nella sola modali elettrica di 60 chilometri e un'autonomia totale di 780 chilometri.

### Velite 6 Plus
La Buick Velite 6 Plus è stata introdotta nell'ottobre 2019. La Velite 6 Plus ha una batteria più grande, con una capacità di 52,5 kWh e un'autonomia dichiarata di circa 410 km nel ciclo NEDC. Ad essa è abbinata un motore che genera fino a 110 kW/150 CV di potenza e 350 Nm di coppia.